# Edi Dubien
Edi Dubien est un artiste plasticien contemporain français. Son travail est représenté par la Galerie Alain Gutharc à Paris ; il vit et travaille entre Paris et Vendôme.

## Biographie

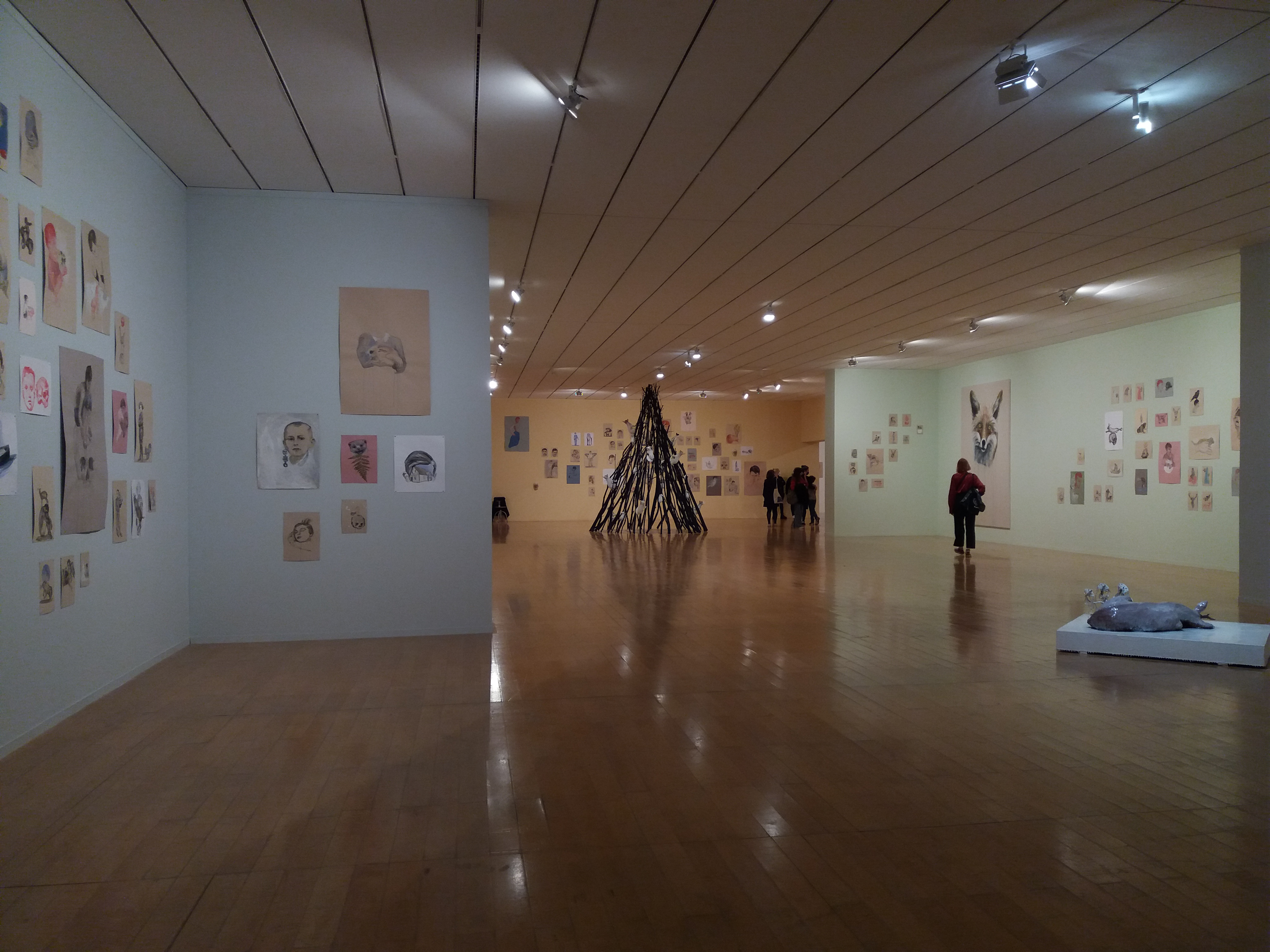
Exposition Edi Dubien au musée d'Art contemporain de Lyon.

Edi Dubien est né en 1963 à Issy-les-Moulineaux. En février 2017, dans le cadre d’entretiens filmés de l’exposition « HERstory, des archives à l’heure des postféminismes » à la Maison des arts (centre d’art contemporain de Malakoff), Edi Dubien a témoigné de son histoire, de son enfance difficile ainsi que de sa transition de genre.
Autodidacte (il n’a pas fait d’école d’art),, son travail est principalement pictural mais également sculptural ou sous la forme d'installations. Les thèmes principaux de ses œuvres sont l'enfance, la nature, la résilience, le genre et l'amour. Toutes les pièces exposées sont liées, des dessins aux pièces au sol, des toiles aux sculptures.
L'artiste a bénéficié de plusieurs expositions personnelles (« Voyage d’un animal sans mesure », Maison des Arts, Malakoff, 2017 ; Villa du lavoir, Paris, 2011 et 2014 ; « L’homme aux mille natures », Musée d'Art contemporain de Lyon, 2020). Il est régulièrement invité au sein d’expositions collectives (« HERstory - des archives à l'heure des postféminismes », Maison des Arts, Malakoff, 2017 ; « Formes d’Histoires », Les Tanneries, Amilly, 2018 ; « Lignes de vies », MAC/VAL, Vitry-Sur-Seine, 2019 ; « À la mort à la vie. Vanités d’hier et d’aujourd’hui », Musée des Beaux-Arts, Lyon, 2022) ou encore « Incarnations, le corps dans les collections du macLYON », Musée d'art contemporain de Lyon, Lyon[source insuffisante].

## Collections
- FRAC Poitou-Charentes, Angoulême[7] ;
- FRAC Provence-Alpes-Côtes d'Azur, Marseille[8] ;
- FDAC de l'Essonne, Chamarande ;
- Musée d'Art contemporain de Lyon ;
- Musée d'Art contemporain du Val-de-Marne, Vitry-sur-Seine ;
- Musée de la Chasse et de la Nature, Paris ;
- Musée National d'Art Moderne - Centre Pompidou, Paris.